# Gregorio Pagani
Pour les articles homonymes, voir Pagani (homonymie).
Gregorio Pagani, né le 14 juillet 1559 à Florence et mort en 1605 dans la même ville, est un peintre italien du maniérisme tardif de l'école florentine.

## Biographie
Gregorio Pagani, fils du peintre Francesco Pagani devint l'élève de Santi di Tito, puis entra dans l'atelier de Ludovico Cigoli.
Il  eut comme élèves, entre autres, Cristofano Allori et Matteo Rosselli.

## Œuvres
- Sainte Hélène trouvant la Croix, église Santa Maria del Carmine, détruit par l'incendie de 1771.
- Nativité, cathédrale Santa Maria del Fiore.
- Le Christ dans la maison de Martha et de Maria
- Assomption de la Vierge, église paroissiale de San Michele à Montevettolini  (Monsummano Terme)
- La Foi, l'Espérance et la Charité déplorant le Christ mort, conservé au Musée eucharistique du Hiéron à Paray-le-Monial
- Pyrame et Thisbé, huile sur toile, 239 × 180 cm, musée des Offices, Florence[1]
- Chasse au cerf
- Autoportrait
- Un ange, les bras tendus vers la gauche, dessin
- La Mort d'Adonis, plume, encre brune, lavis brun et rehauts de gouache blanche, H. 0,272 ; L. 0,223 m, Beaux-Arts de Paris[2]. Ce dessin illustre un passage des Métamorphoses d'Ovide, où le jeune Adonis, dont s'est éprise Vénus, est tué par un sanglier au cours d'une chasse. Par sa facture et sa composition, il est à rapprocher de l'étude préparatoire pour Pyrame et Thisbée conservée à la Villa Farnesina et datée vers 1600[3].